# C-Dogs
C-Dogs è un videogioco di genere shoot 'em up (per la precisione, uno sparatutto in terza persona a scorrimento in 2D) sviluppato da Ronny Wester tra il 1997 e il 2001, che permette ai giocatori di lavorare in modo cooperativo durante le missioni oppure di combattere l'uno contro l'altro nella modalità deathmatch "Dogfight". Sequel del popolare Cyberdogs, fu lanciato per PC, DOS, Mac OS X e Linux.

## Storia
Nel 1994 Ronny Wester lanciò Cyberdogs, il predecessore di C-Dogs. La popolarità di Cyberdogs e le limitazioni della sua modalità protetta a 16 bit lo motivarono a scriverne un seguito, che venne distribuito tra il 1997 e il 2001. Nel 2002 Wester rese pubblico il codice sorgente di C-Dogs: di conseguenza Jeremy Chin e Lucas Martin-King lo portarono su SDL e pubblicarono il loro lavoro, denominato C-Dogs SDL, sotto licenza GNU. Dal luglio del 2007 Wester non ha più aggiornato il sito Internet di C-Dogs, ma il gioco continua a vivere attraverso il progetto "C-Dogs SDL", ora disponibile per molte piattaforme.

## Modalità di gioco
C-Dogs apporta modifiche e migliorie sulle originali meccaniche di gioco del predecessore Cyberdogs: il gameplay (sia in modalità singola, sia in modalità multiplayer) è diviso in diverse campagne, ciascuna delle quali comprende molte missioni. Di solito ogni livello comporta per il giocatore - o i giocatori - il compito di uccidere i nemici (evitando di ledere i civili e i compagni di squadra) con una varietà di armi preselezionate, trovare le chiavi per sbloccare le camere speciali e raccogliere gli elementi necessari a soddisfare gli obiettivi della missione.
La modalità Dogfight è tipicamente "deathmatch": i concorrenti tentano di uccidersi a vicenda per ottenere dei punti, necessari al fine di ottenere la vittoria. Solo due personaggi possono fronteggiarsi contemporaneamente, utilizzando lo stesso computer e utilizzando la tastiera, il joystick o il gamepad. La versione open source contiene dei miglioramenti rispetto all'originale C-Dogs tra cui il supporto ad alta risoluzione e la modalità multiplayer fino a 4 giocatori.